# IC 4083
IC 4083 — галактика типу SB0 (компактна витягнута галактика) у сузір'ї Гончі Пси.
Цей об'єкт міститься в оригінальній редакції індексного каталогу.